# Kia KND-4 Concept
O KND-4  é um protótipo de utilitário esportivo da Kia apresentado no Salão de Nova Iorque de 2007.